# Kiskőrös
Kiskőrös (slovakiska: Kiškereš, jiddisch: קישקעריש Kishkerish, tyska: Körösch, kroatiska: Kireš) är en mindre stad i provinsen Bács-Kiskun, Ungern. Staden hade 13 746 invånare (2019). Nationalpoeten Sándor Petőfi är född i Kiskőrös.

## Historia
Trakten kring Kiskőrös har varit befolkad sedan stenåldern. Under den första hälften av 1000-talet f.Kr. beboddes området av Vatyakulturen som växte fram i de centrala delarna av Donaubäckenet omkring 2000 till 1500/1400 f.Kr. Romarna invaderade Transdanubien under 000-talet e.Kr. och områdets befolkning slog sig då istället ner i området kring Kiskőrös.
De första skriftliga dokumenten som nämner Kiskőrös härrör från år 1277 och utfärdades av László IV. Staden kallades då för "Keurus". År 1433 var Kõrös en självständig stad. Osmanerna intog staden med omgivningar under 1500-talet och förstörde Kiskőrös den 8 april 1529.
Ett dokument från 1702 visar att området vid tiden inte var helt obebott. Kiskőrös återuppbyggdes tack vare ett stort arbete från familjen Wattay och som ett tack för deras bidrag till återuppbyggandet gav Leopold I staden och det omgivande området till familjen. År 1718 flyttade 700 slovakiska familjer till staden och 1785 hade staden uppnått ett invånarantal på 5 000.
Den 1 januari 1823 föddes nationalpoeten Sándor Petőfi i staden. Staden led svårt under 1900-talet efter Ungerns bägge förluster av världskrigen. Under 1950-talet hittade man heta källor i staden vilket ledde till att populära spainrättningar och bassänger öppnade. Kiskőrös började att växa snabbt under 1970-talet och stadens infrastruktur, sjukvård, utbildning och välfärd byggdes ut. 1973 återfick man sina stadsprivilegier.

## Geografi
Kiskőrös är den sjätte största staden i provinsen Bács-Kiskun sett till invånarantalet. Staden ligger i de centrala delarna av provinsen, 22 kilometer öster om floden Donau och 110 kilometer söder om Budapest. Omkring 2–3 kilometer norr om Kiskőrös ligger (sedan 1974) naturreservatet Szücsi erdő som en del av Kiskunságs nationalpark.

### Klimat
Kiskőrös har ett inlandsklimat med ett stort antal soltimmar. Årligen har staden över 2 000 soltimmar.

## Demografi
Kiskőrös befolkning har sjunkit stadigt. Vid folkräkningen 2001 hade staden 15 348 invånare, medan folkmängden endast uppgick till 13 746 år 2019. Av befolkningen uppgav 2011 89,8 procent av befolkningen att de var ungrare, 7,8 procent slovaker, 2,8 procent romer och 1,4 procent tyskar.

## Religion
Stadens befolkning är övervägande lutheraner, trots att befolkningen i nästan alla andra byar och städer belägna i samma provins, är övervägande katoliker. I staden finns flera kyrkor, med tillhörande begravningsplatser. Det finns både en katolsk kyrka, en protestantisk kyrka samt en baptistisk kyrka. Det finns även en judisk synagoga i staden, men antalet judiskt troende är ytterst lågt. År 2011 angav 39,3 procent att de var lutheraner, 23,8 procent att de var katoliker och 3,7 procent att de var reformerta. Det var också 6,4 procent som angav att de tillhörde en annan religiös gemenskap och 8,5 procent som angav att de inte var religiösa överhuvudtaget.

## Ekonomi
I staden finns flera viktiga industrier, varav en stor andel är vinodlingar, vilket beror på att områdets vegetation lämpar sig bra för odling av vindruvor. Annars är maskinteknik och logistik viktiga för stadens ekonomi och industri.

## Transporter
Genom staden går landsväg 53, som binder samman staden Solt, i samma provins med den serbiska landgränsen. Städerna Kecskemét, Izsák, Kalocsa, Kecel och Soltvadkert är direkt sammankopplade med staden via bilvägar.
Stadens järnvägsstation "Kiskoros allomas" ligger längs med linjen mellan de två huvudstäderna Budapest och Belgrad samt städerna Budapest och Kelebia. Godståg från Serbien passerar dagligen stationen.

## Sevärdheter
- Nationalpoeten Sándor Petőfis födelsehus, bevarat i centraltorget i mitten av stadskärnan.
- Lutherska kyrkan
- Bilvägsmuseet
- Slovakiska landskapshuset
- Museet för gamla bilar[3]
- Kiskőrös utomhus- och termalbad
- Naturreservatet Szücsi erdő

## Vänorter
- Tarnów, Polen
- Liptovský Mikuláš, Slovakien
- Nesvady, Slovakien
- Marghita, Rumänien
- Stadtlengsfeld, Tyskland
- Krimpen aan den IJssel, Nederländerna
- Lappo, Finland
- Zhenjiang, Kina